# Верхний Кузмесь
Верхний Кузмесь — деревня в Кукморском районе Татарстана. Входит в состав Нырьинского сельского поселения.

## География
Находится в северо-западной части Татарстана на расстоянии приблизительно 20 км на запад по прямой от районного центра города Кукмор у речки Боец.

## История
Выделилась из деревни Кузмесь, известной с времен Казанского ханства, в 1930-х годах.

## Население
Постоянных жителей было: в 1859—262, в 1897—431, в 1908—414, в 1920—568, в 1926—544, в 1938—490, в 1949—422, в 1958—419, в 1970—513, в 1979—386, в 1989—328, 342 в 2002 году (удмурты 97 %), 313 в 2010.